# Rejon sowiecki (Chanty-Mansyjski OA)

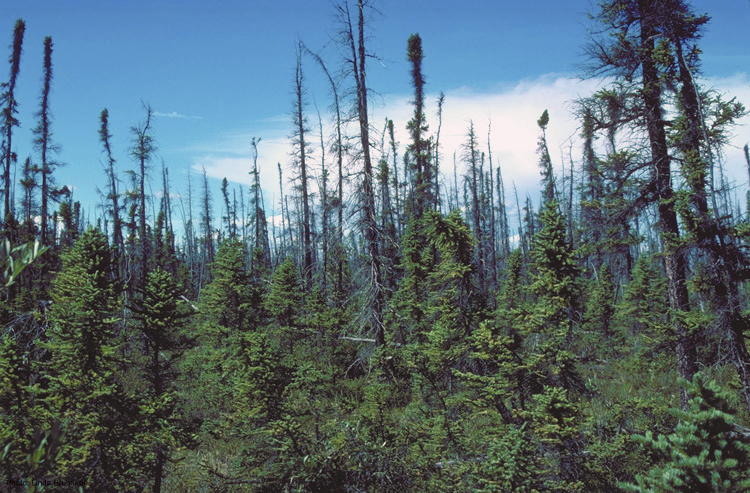
Tajga

Rejon sowiecki (ros. Советский район) – rejon wchodzący w skład Chanty-Mansyjskiego Okręgu Autonomicznego – Jugry położonego w zachodniej Syberii, na Nizinie Zachodniosyberyjskiej w azjatyckiej części Rosji.
Rejon sowiecki leży w zachodniej części Okręgu.
Rejon liczy 46 290 mieszkańców (2005 r.), z czego 43 002 (prawie 93%) stanowi ludność miejska.
Ośrodkiem administracyjnym jest miasto Sowieckij (24 563 mieszkańców – 2005 r.).
Większość powierzchni rejonu pokrywa tajga. Duże obszary stanowią bagna. Występują liczne rzeki i bardzo liczne jeziora, z których kilka tysięcy ma powierzchnię przekraczającą 1 ha. Część rejonu zajmuje Rezerwat przyrody „Małaja Sośwa”.
Klimat umiarkowany chłodny, wybitnie kontynentalny.
Ludność stanowią głównie Rosjanie i przedstawiciele innych europejskich narodów, osiedlających się w zachodniej Syberii, m.in. Ukraińcy, Białorusini, Tatarzy i Baszkirzy. Na terenie Rejonu żyje pewna liczba rdzennych mieszkańców Chanty-Mansyjskiego OA – ugrofińskich Chantów i Mansów.
Na terenie rejonu występują złoża ropy naftowej i gazu ziemnego.